# Izabela Jaruga-Nowacka

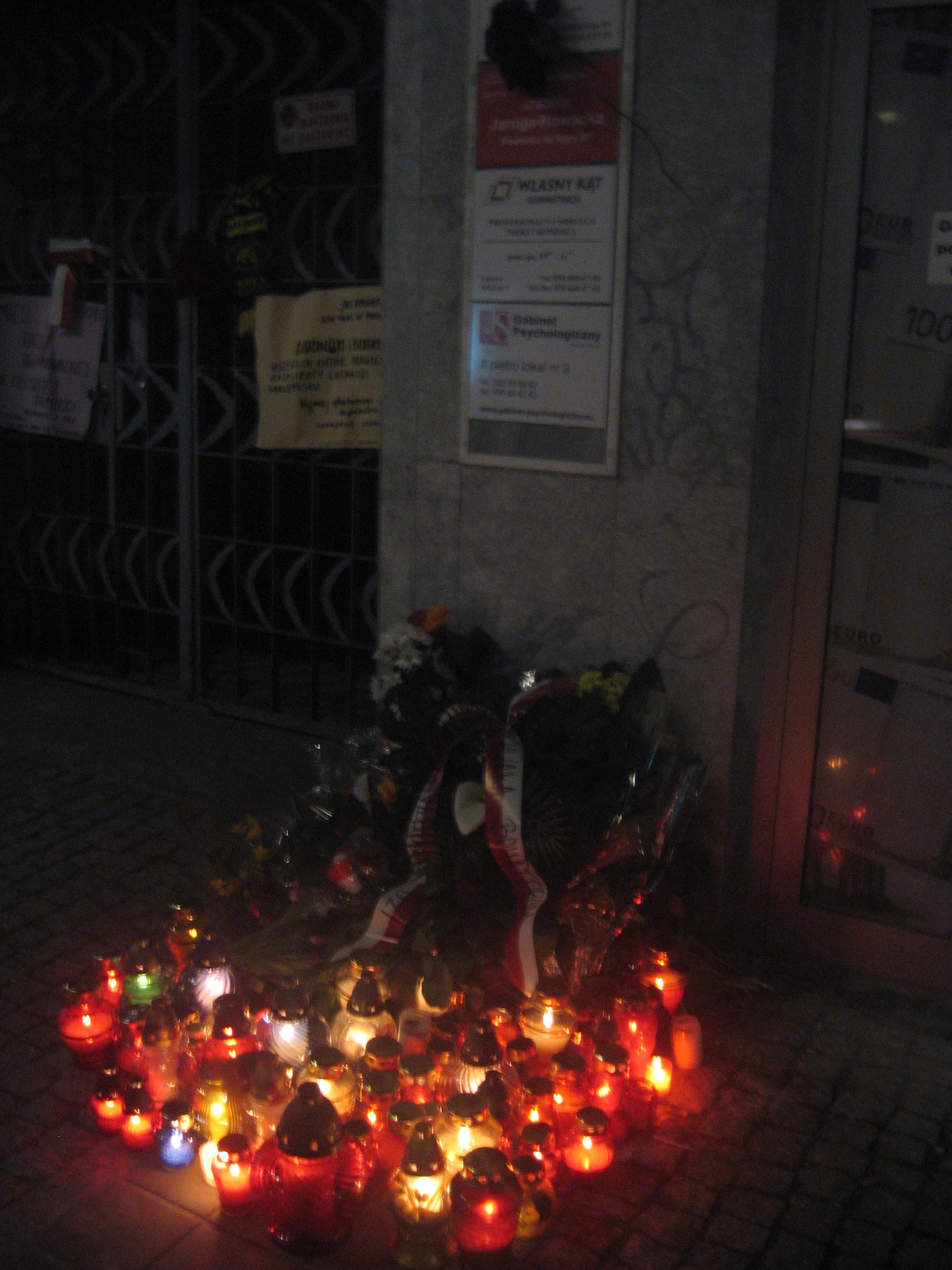
Bloemen en kaarsen voor het kantoor van Izabela Jaruga-Nowacka te Gdynia

Izabela Walentyna Walentyna Jaruga-Nowacka (Gdańsk, 23 augustus 1950 - Smolensk, 10 april 2010) was een Pools politica.

## Biografie
Izabela Jaruga-Nowacka, die was afgestudeerd als etnografe, werd pas politiek actief na de val van het communisme. In eerste instantie zette zich in voor de mensenrechten, in het bijzonder de rechten van vrouwen. Sinds halverwege de jaren 80 was zij actief in de Liga van Poolse Vrouwen, waarvan ze geruimte tijd voorzitter was. In 1991 werd zij lid van de Democratisch-Sociale Beweging van Zbigniew Bujak en stelde zich ook kandidaat voor de Sejm, het Poolse lagerhuis, maar werd niet verkozen.
Bij de verkiezingen van 1993 had zij meer succes en verwierf een zetel namens de Unie van de Arbeid (Pools: Unia Pracy, UP). Zij werd vicevoorzitter van de Commissie voor Onderwijs, Wetenschappen en Technische Vooruitgang. Zij verloor haar zetel in 1997, maar werd opnieuw gekozen in 2001 namens de gecombineerde lijst van de Alliantie van Democratisch Links (SLD) en de UP. In hetzelfde jaar werd zij eerst staatssecretaris in de kanselarij van de premier en kort daarop regeringsgevolmachtigde voor gelijkberechtiging van vrouwen en mannen. 
Op 2 mei 2004 werd zij vicepremier in de regering van Marek Belka en op 24 november van dat jaar tevens minister van Sociale Zaken. Beide functies bleef zij bekleden tot 31 oktober 2005. In de jaren 2004-2005 was zij bovendien voorzitter van haar partij, de Unie van de Arbeid, tot zij deze op 19 april 2005 verliet om een nieuwe partij te stichten, de Unie van Links. Bij de verkiezingen van 2005 werd zij opnieuw in de Sejm verkozen, ditmaal namens de SLD. In 2007 werd zij herkozen.
Izabela Jaruga-Nowacka kwam om het leven toen een Pools regeringsvliegtuig nabij de luchthaven van het Russische Smolensk neerstortte.

## Familie
Izabela Jaruga-Nowacka was getrouwd en had twee dochters.